# David Alaba
David Olatukunbo Alaba (sinh ngày 24 tháng 6 năm 1992) là một cầu thủ bóng đá chuyên nghiệp người Áo hiện đang thi đấu cho câu lạc bộ La Liga Real Madrid và là đội trưởng của đội tuyển bóng đá quốc gia Áo. Dù có thể thi đấu ở nhiều vị trí khác nhau, song vị trí sở trường của anh trong suốt sự nghiệp thi đấu là hậu vệ trái hoặc trung vệ. Được đánh giá là một trong những hậu vệ xuất sắc nhất thế giới trong thế hệ của mình, anh nổi tiếng nhờ lối chơi giàu kỹ thuật, khả năng bao quát sân trên cả mặt trận tấn công lẫn phòng ngự, và sự đa năng trong lối chơi.
Anh bắt đầu sự nghiệp thi đấu cho đội trẻ của Bayern Munich, trước khi được đôn lên đội dự bị cho mùa giải 2009–10. Tháng 1 năm 2011, Alaba gia nhập TSG 1899 Hoffenheim dưới dạng cho mượn cho đến cuối mùa giải 2010–11. Anh trở lại Bayern vào đầu mùa giải 2011–12, nơi anh trở thành thành viên chính thức của đội một. Alaba đã có hơn 400 lần ra sân cho Bayern Munich, giành được 27 danh hiệu, trong đó có 10 chức vô địch Bundesliga và 2 chức vô địch UEFA Champions League vào năm 2013 và 2020, cả hai đều là một phần của những cú ăn ba danh hiệu của đội bóng. Trong suốt sự nghiệp của mình ở Bayern, anh đã ba lần lọt vào Đội hình tiêu biểu của UEFA. Năm 2021, Alaba ký hợp đồng với Real Madrid, nơi anh đã giành được chức vô địch La Liga, Supercopa và UEFA Champions League 2021–22 ngay trong mùa giải đầu tiên của mình.
Ở cấp độ đội tuyển, Alaba là cầu thủ trẻ thứ hai của Áo khoác áo đội tuyển quốc gia cấp chuyên nghiệp, ra mắt lần đầu vào năm 2009 khi mới 17 tuổi. Anh đã có hơn 90 lần khoác áo và đại diện cho đất nước của mình tham dự UEFA Euro 2016 và UEFA Euro 2020. Anh từng được bầu chọn là cầu thủ bóng đá Áo của năm trong tám lần (bao gồm sáu lần liên tiếp từ năm 2011 đến năm 2016).

## Sự nghiệp câu lạc bộ

### Khởi đầu sự nghiệp
Alaba sinh ra tại Viên và bắt đầu sự nghiệp của mình tại SV Aspern, một câu lạc bộ địa phương tại Aspern, trước khi đến đội trẻ của FK Austria Wien vào năm 10 tuổi. Tháng 4 năm 2008, anh đã có mặt trên băng ghế dự bị của đội hình một tại Giải vô địch bóng đá Áo. Anh đã có năm trận cho đội dự bị của Austria Wien trước khi chuyển đến Bayern München vào mùa hè năm 2008.

### Bayern München
Anh bắt đầu thi đấu cho các đội U-17 và U-19 của Bayern München trước khi được lên chơi tại đội dự bị của đội bóng này trong mùa giải 2009–10. Anh có trận đấu đầu tiên tại 3. Liga vào tháng 8 năm 2009 và có bàn thắng đầu tiên trong sự nghiệp thi đấu chuyên nghiệp cho FC Bayern München II vào ngày 29 tháng 8 năm 2009. Trong mùa giải 2009-10, Alaba có tên trong danh sách câu lạc bộ Bayern München tham dự UEFA Champions League. Vào tháng 1 năm 2010, anh được phép tập luyện cùng với đội hình một của Bayern trong giai đoạn còn lại của mùa giải 2009–10 cùng với Diego Contento và Mehmet Ekici.
Ngày 10 tháng 2 năm 2010, anh được vào sân ở phút thứ 59 thay cho Christian Lell trong trận đấu với SpVgg Greuther Fürth tại Cúp bóng đá Đức (DFB-Pokal), để trở thành cầu thủ trẻ nhất của Bayern ra sân tại một giải đấu ở 17 tuổi và 232 ngày. Trong trận này, anh đã có đường chuyền để Franck Ribéry nâng tỉ số lên 3-2 cho Bayern trong chiến thắng chung cuộc 6–2. Sau đó 1 tháng, vào lúc 17 tuổi, 8 tháng và 13 ngày, anh có trận đấu đầu tiên tại UEFA Champions League với ACF Fiorentina.
Tháng 1 năm 2011, Alaba đến TSG 1899 Hoffenheim theo hợp đồng cho mượn đến hết mùa giải 2010-11. Tại đây anh có bàn thắng đầu tiên tại Bundesliga trong trận hòa 2-2 với FC St. Pauli.

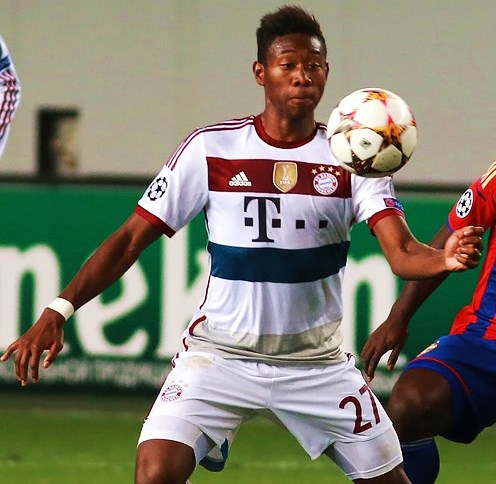
Alaba trong màu áo Bayern trong trận đấu với CSKA Moscow vào tháng 10 năm 2014

#### 2012-15
Alaba trở về Bayern vào đầu mùa giải 2011–12 và bắt đầu có được vị trí chính thức. Ngày 23 tháng 10 năm 2011, anh có bàn thắng đầu tiên tại Bundesliga cho Bayern trong trận thua 1–2 trước Hannover 96. Anh có mặt trong trận bán kết UEFA Champions League với Real Madrid ngày 25 tháng 4 năm 2012 và chính là người sút thành công quả phạt đền đầu tiên trong loạt sút luân lưu mở ra chiến thắng chung cuộc cho Bayern. Tuy nhiên với chiếc thẻ vàng ngay đầu trận, anh đã không thể tham dự trận chung kết sau đó với Chelsea.
Ngày 2 tháng 4 năm 2013, Alaba ghi bàn thắng nhanh thứ bảy trong lịch sử Champions League (25,02 giây) trong chiến thắng 2-0 trước Juventus. Ngày 25 tháng 5 năm 2013, anh thi đấu đủ 90 phút trong trận chung kết UEFA Champions League 2013 với Borussia Dortmund để trở thành cầu thủ Áo đầu tiên thi đấu trận chung kết của giải đấu này. Chung cuộc Bayern giành thắng lợi 2–1. Ngày 2 tháng 12 năm 2013, Alaba ký hợp đồng mới với Bayern München có thời hạn đến năm 2018.
Trong trận đấu đầu tiên của Bundesliga 2013-14, Alaba là người ấn định chiến thắng 3-1 cho Bayern trước Borussia Mönchengladbach. Alaba là người ghi bàn đầu tiên cho Bayern München tại UEFA Champions League 2013-14 với quả đá phạt thành bàn vào lưới CSKA Moskva. Vào ngày 19 tháng 2 năm 2014, cũng trong khuôn khổ giải Champions League trong trận đấu vòng loại trực tiếp với Arsenal, anh đã đá hỏng một quả phạt đền.
Tháng 1 năm 2015, Alaba được người hâm mộ bầu chọn vào Đội hình tiêu biểu của năm 2014 trên trang web UEFA.com ở vị trí hậu vệ trái. Đây là lần thứ hai liên tiếp anh có được vinh dự này. Tại vòng 20 Bundesliga 2014-15, Alaba đá phạt thành bàn ấn định chiến thắng 2-0 cho Bayern trước VfB Stuttgart. Ngày 4 tháng 3 năm 2015, Alaba có pha sút phạt mở tỉ số cho Bayern trong chiến thắng Eintracht Braunschweig 2-0 tại Cúp quốc gia Đức 2014-15. Đó là bàn thắng thứ ba của anh qua ba vòng liên tiếp của giải này. Đến ngày 14 tháng 3, anh có pha đá phạt thành bàn thứ ba trong chín trận gần nhất ở các giải cho Bayern trong chiến thắng 4-0 trước Werder Bremen tại Bundesliga.
Ngày 22 tháng 8 năm 2015, đường chuyền sai địa chỉ của Alaba trong trận đấu với đội bóng cũ của anh là Hoffenheim đã khiến Bayern phải lãnh bàn thua ngay ở giây thứ 9. Đây cũng là bàn thắng nhanh nhất trong lịch sử Bundesliga. Tuy nhiên sau cùng Bayern đã lội ngược dòng thành công với tỉ số 2-1. Ngày 17 tháng 12 năm 2015, Alaba được nhận danh hiệu cầu thủ Áo xuất sắc nhất năm lần thứ năm liên tiếp.

#### 2016 - 2021
Ngày 8 tháng 1 năm 2016, Alaba lần thứ ba liên tiếp có mặt trong đội hình tiêu biểu nhất năm của UEFA.com ở vị trí hậu vệ trái. Anh gia hạn hợp đồng với Bayern München đến năm 2021 vào tháng 3 năm 2016. Ngày 9 tháng 4 năm 2016, anh có bàn thắng đầu tiên và duy nhất của mình tại Bundesliga 2015-16 trong chiến thắng 3-1 trước VfB Stuttgart và sau cùng kết thúc mùa giải 2015-16 với cú đúp danh hiệu quốc nội.
Ngày 10 tháng 2 năm 2018, Alaba có trận đấu thứ 200 tại Bundesliga trong chiến thắng 2-1 trước Schalke và là cầu thủ không phải người Đức trẻ nhất chạm đến cột mốc này. Vào ngày 15 tháng 12 trong trận đấu với Hannover 96, anh có pha lập công đẹp mắt với cú vô-lê từ ngoài vòng cấm sau tình huống phạt góc.
Ngày 15 tháng 2 năm 2019, Alaba ấn định chiến thắng 3-2 trước FC Augsburg tại Bundesliga trong bối cảnh Bayern đã bị dẫn trước đến hai lần. Ngày 18 tháng 5, Bayern München chính thức giành chức vô địch Bundelsiga lần thứ 7 liên tiếp sau trận thắng 5-1 trước Eintracht Frankfurt ở vòng đấu cuối cùng, và Alaba đóng góp 1 bàn thắng và 1 đường chuyền thành bàn trong chiến thắng này.
Alaba lại có một pha đá phạt thành bàn vào ngày 30 tháng 8 năm 2019 trong chiến thắng 6-1 trước Mainz 05.
Khi Bayern được dẫn dắt bởi huấn luyện viên Niko Kovač, Alaba đã được chính thức chuyển sang vị trí trung vệ khi Niklas Süle và Lucas Hernandez đều bị chấn thương dài hạn. Sau đó đến lượt huấn luyện viên Hans-Dieter Flick cũng tin dùng anh ở vị trí này.
Trong trận tranh Siêu cúp châu Âu 2020 với Sevilla, Alaba khiến Bayern phải chịu một quả phạt đền dẫn đến bàn mở tỉ số của Lucas Ocampos ở phút 13. Tuy nhiên ở phút 104, từ cú vô-lê của anh, thủ môn Yassine Bounou không thể bắt gọn bóng dẫn đến pha ghi bàn ấn định chiến thắng chung cuộc 2-1 của Javi Martínez. Đây là danh hiệu vô địch Siêu cúp châu Âu lần thứ hai của Bayern.
Alaba quyết định rời Bayern München khi hợp đồng của anh đáo hạn vào ngày 30 tháng 6 năm 2021 và đội bóng Tây Ban Nha Real Madrid đã nhanh chóng đạt được thỏa thuận với anh. Sau 13 năm thi đấu cho Hùm xám xứ Bavaria, Alaba ra sân 430 trận, ghi 33 bàn và giành 27 danh hiệu, trong đó có tới 10 chức vô địch Bundesliga và hai UEFA Champions League.

### Real Madrid
Ngày 28 tháng 5 năm 2021, đội bóng Tây Ban Nha Real Madrid thông báo đã ký hợp đồng năm năm với Alaba và anh sẽ ra mắt Real sau Euro 2020. Theo truyền thông Tây Ban Nha, Alaba sẽ lĩnh lương 13,5 triệu USD mỗi năm tại Bernabéu.

## Sự nghiệp đội tuyển quốc gia
Alaba từng là thành viên của các đội U-17, U-19 và U-21 Áo. Tháng 10 năm 2009, anh được triệu tập vào đội tuyển Áo cho trận đấu với đội tuyển Pháp. Việc được ra sân trong trận đấu này giúp anh trở thành cầu thủ trẻ nhất trong lịch sử khoác áo đội tuyển Áo. Anh có bàn thắng đầu tiên cho đội tuyển Áo vào ngày 16 tháng 10 năm 2012 trong chiến thắng 4-0 trước Kazakhstan tại vòng loại World Cup 2014.
Tháng 12 năm 2011, Alaba lần đầu tiên giành được danh hiệu Cầu thủ Áo xuất sắc nhất năm khi vượt qua cầu thủ người Hà Lan Nacer Barazite của Austria Wien và tiền đạo Martin Harnik của VfB Stuttgart và anh cũng trở thành cầu thủ trẻ nhất giành được danh hiệu này. Một năm sau đó, anh tiếp tục giành được danh hiệu này. Ngày 26 tháng 3 năm 2013, Alaba ghi bàn thắng ở phút bù giờ đem về trận hòa 2-2 cho Áo trước Ireland với một cú sút xa đẹp mắt từ ngoài vòng cấm. Gần 6 tháng sau đó, anh ghi bàn thắng duy nhất của trận đấu lượt về với Ireland ở phút 84 giúp Áo tiếp tục nuôi hi vọng lần đầu tiên được góp mặt tại World Cup kể từ năm 1998. Kết thúc Vòng loại World Cup 2014, anh là chân sút ghi nhiều bàn thắng nhất cho đội tuyển Áo với sáu bàn.
Anh ghi bàn từ chấm phạt đền theo phong cách Panenka trong chiến thắng 4-1 trước Thụy Điển tại sân Friends Arena và với trận thắng này đội tuyển Áo đã chính thức lần đầu tiên kể từ năm 2008 vượt qua vòng loại một Giải vô địch bóng đá châu Âu để có mặt ở Pháp vào năm 2016. Tuy nhiên, đội tuyển Áo đã rời giải ngay sau đó với chỉ vỏn vẹn 1 điểm, đứng cuối bảng F, 1 trận hòa và 2 trận thua, chỉ ghi được 1 bàn thắng và bị thủng lưới 4 bàn.
Sau chiến dịch vòng loại World Cup 2018 thất bại, đội tuyển Áo giành được quyền tham dự kỳ Euro thứ hai liên tiếp sau chiến thắng 2-1 trước Bắc Macedonia ngày 16 tháng 11 năm 2019, trận đấu mà chính Alaba là người đã mở tỉ số.
Alaba là đội trưởng của đội hình 26 cầu thủ Áo được triệu tập tham dự Euro 2020. Trong trận đấu mở màn bảng C với Bắc Macedonia, khi tỷ số trận đấu đang là 1-1, anh là người đã có pha kiến tạo cho Michael Gregoritsch ghi bàn nâng tỉ số lên 2-1 cho đội tuyển Áo. Chung cuộc Áo thắng 3-1 và đây cũng là trận thắng đầu tiên của đội tuyển Áo tại Giải vô địch bóng đá châu Âu sau ba lần tham dự giải.

## Phong cách thi đấu
Điểm mạnh của Alaba là anh có khả năng chơi cực kì đa năng. Vị trí ban đầu của anh là ở hàng tiền vệ (tại Bayern München II), nhưng sau đó anh được huấn luyện viên Louis van Gaal kéo xuống chơi ở hậu vệ trái, và thành danh ở vị trí này. Nhưng ở đội tuyển Áo, anh vẫn đảm nhiệm vị trí tiền vệ và cũng chơi cực kỳ thành công. Dưới thời huấn luyện viên Pep Guardiola tại Bayern, có những thời điểm huấn luyện viên này còn bố trí Alaba chơi ở vị trí trung vệ lệch về bên trái trong sơ đồ ba hậu vệ. Trong những pha xử lý của mình, Alaba luôn xử lý rất đơn giản nhưng vẫn đảm bảo sự hiệu quả, an toàn cao. Alaba còn có khả năng hỗ trợ tấn công tốt. Tại Bayern, dù là một hậu vệ trái nhưng anh luôn có xu hướng dâng cao tấn công biên, đồng thời thường xuyên di chuyển vào trung lộ để giúp Bayern tạo ưu thế kiểm soát bóng. Việc hay di chuyển vào trung lộ giúp anh kết nối tốt hơn với cả những tiền vệ trung tâm, tạo ra những pha bật tường trước khi lợi dụng tốc độ luồn ra sau lưng tuyến phòng ngự đội bạn. Anh còn nổi bật ở kỹ năng sút phạt trực tiếp và đá phạt đền.
Cựu danh thủ Matthias Sammer nhận xét dù còn trẻ tuổi, Alaba đã là một trong số những hậu vệ trái xuất sắc nhất trên thế giới." Một cựu danh thủ khác là Stefan Effenberg thậm chí so sánh anh với những huyền thoại như Roberto Carlos, Paolo Maldini và Andreas Brehme trong cuộc phỏng vấn với SportWiche.

## Cuộc sống cá nhân
Alaba sinh ra trong một gia đình có mẹ, bà Gina là người Philippines và cha, ông George Alaba, là người Nigeria. Cha anh là một ca sĩ nhạc rap và sau đó là DJ, là người da đen đầu tiên phục vụ trong Quân đội Áo còn mẹ anh là một cựu hoa hậu và làm nghề y tá. Tôn giáo của anh là Giáo hội Cơ Đốc Phục Lâm.

## Thống kê sự nghiệp

### Câu lạc bộ
Tính đến 22 tháng 5 năm 2021.
| Câu lạc bộ          | Câu lạc bộ          | Câu lạc bộ          | Mùa giải      | Mùa giải     | Cúp           | Cúp          | châu Âu       | châu Âu      | Khác          | Khác         | Tổng cộng     | Tổng cộng    | Ref.          |
| Câu lạc bộ          | Giải đấu            | Mùa giải            | Số lần ra sân | Số bàn thắng | Số lần ra sân | Số bàn thắng | Số lần ra sân | Số bàn thắng | Số lần ra sân | Số bàn thắng | Số lần ra sân | Số bàn thắng | Ref.          |
| Đức                 | Đức                 | Đức                 | Giải đấu      | Giải đấu     | DFB-Pokal     | DFB-Pokal    | Châu Âu       | Châu Âu      | Khác 1        | Khác 1       | Tổng cộng     | Tổng cộng    | Ref.          |
| ------------------- | ------------------- | ------------------- | ------------- | ------------ | ------------- | ------------ | ------------- | ------------ | ------------- | ------------ | ------------- | ------------ | ------------- |
| Bayern München      | Bundesliga          | 2009–10             | 3             | 0            | 1             | 0            | 2             | 0            | —             | —            | 6             | 0            | [ 61 ]        |
| Bayern München      | Bundesliga          | 2010–11             | 2             | 0            | 1             | 0            | 0             | 0            | 0             | 0            | 3             | 0            | [ 62 ]        |
| Bayern München      | Bundesliga          | 2011–12             | 30            | 2            | 6             | 1            | 11            | 0            | —             | —            | 47            | 3            | [ 63 ]        |
| Bayern München      | Bundesliga          | 2012–13             | 23            | 3            | 4             | 0            | 11            | 2            | 0             | 0            | 38            | 5            | [ 64 ]        |
| Bayern München      | Bundesliga          | 2013–14             | 28            | 2            | 5             | 0            | 12            | 2            | 4             | 0            | 49            | 4            | [ 65 ] [ 66 ] |
| Bayern München      | Bundesliga          | 2014–15             | 19            | 2            | 3             | 3            | 6             | 0            | 1             | 0            | 29            | 5            | [ 66 ] [ 67 ] |
| Bayern München      | Bundesliga          | 2015–16             | 30            | 1            | 5             | 0            | 10            | 1            | 1             | 0            | 46            | 2            | [ 66 ] [ 68 ] |
| Bayern München      | Bundesliga          | 2016–17             | 32            | 4            | 5             | 1            | 9             | 0            | 1             | 0            | 47            | 5            | [ 69 ] [ 70 ] |
| Bayern München      | Bundesliga          | 2017–18             | 23            | 2            | 7             | 0            | 6             | 0            | 0             | 0            | 36            | 2            | [ 71 ]        |
| Bayern München      | Bundesliga          | 2018–19             | 31            | 3            | 4             | 0            | 7             | 0            | 1             | 0            | 43            | 3            | [ 72 ]        |
| Bayern München      | Bundesliga          | 2019–20             | 28            | 1            | 5             | 1            | 8             | 0            | 1             | 0            | 42            | 2            | [ 73 ] [ 74 ] |
| Bayern München      | Bundesliga          | 2020–21             | 33            | 2            | 1             | 0            | 8             | 0            | 3             | 0            | 45            | 2            | [ 75 ]        |
| Bayern München      | Tổng cộng           | Tổng cộng           | 281           | 22           | 46            | 6            | 92            | 5            | 12            | 0            | 431           | 33           | —             |
| Bayern München II   | 3. Liga             | 2009–10             | 23            | 1            | —             | —            | —             | —            | —             | —            | 23            | 1            | [ 61 ]        |
| Bayern München II   | 3. Liga             | 2010–11             | 10            | 0            | —             | —            | —             | —            | —             | —            | 10            | 0            | [ 62 ]        |
| Bayern München II   | Tổng cộng           | Tổng cộng           | 33            | 1            | —             | —            | —             | —            | —             | —            | 33            | 1            | —             |
| 1899 Hoffenheim     | Bundesliga          | 2010–11             | 17            | 2            | 1             | 0            | —             | —            | —             | —            | 18            | 2            | [ 62 ]        |
| Tổng cộng sự nghiệp | Tổng cộng sự nghiệp | Tổng cộng sự nghiệp | 331           | 25           | 48            | 7            | 92            | 5            | 12            | 0            | 482           | 36           | —             |

- 1.^ IDFL-Supercup, UEFA Super Cup, và Club World Cup.

### Bàn thắng cho đội tuyển quốc gia
Bàn thắng và tỉ số của đội tuyển Áo được để trước.
| #   | Ngày                 | Địa điểm                                          | Đối thủ          | Bàn thắng | Kết quả | Giải đấu                 |
| --- | -------------------- | ------------------------------------------------- | ---------------- | --------- | ------- | ------------------------ |
| 1   | 16 tháng 10 năm 2012 | Sân vận động Ernst Happel, Vienna, Áo             | Kazakhstan       | 3–0       | 4–0     | Vòng loại World Cup 2014 |
| 2   | 22 tháng 3 năm 2013  | Sân vận động Ernst Happel, Vienna, Áo             | Quần đảo Faroe   | 5–0       | 6–0     | Vòng loại World Cup 2014 |
| 3   | 26 tháng 3 năm 2013  | Sân vận động Aviva, Dublin, Ireland               | Cộng hòa Ireland | 2–2       | 2–2     | Vòng loại World Cup 2014 |
| 4   | 7 tháng 6 năm 2013   | Sân vận động Ernst Happel, Vienna, Áo             | Thụy Điển        | 1–0       | 2–1     | Vòng loại World Cup 2014 |
| 5   | 10 tháng 9 năm 2013  | Sân vận động Ernst Happel, Vienna, Áo             | Cộng hòa Ireland | 1–0       | 1–0     | Vòng loại World Cup 2014 |
| 6   | 15 tháng 10 năm 2013 | Sân vận động Tórsvøllur, Tórshavn, Quần đảo Faroe | Quần đảo Faroe   | 3–0       | 3–0     | Vòng loại World Cup 2014 |
| 7   | 8 tháng 9 năm 2014   | Sân vận động Ernst Happel, Vienna, Áo             | Thụy Điển        | 1–0       | 1–1     | Vòng loại Euro 2016      |
| 8   | 9 tháng 10 năm 2014  | Sân vận động Zimbru, Chişinău, Moldova            | Moldova          | 1–0       | 2–1     | Vòng loại Euro 2016      |
| 9.  | 27 tháng 3 năm 2015  | Sân vận động Rheinpark, Vaduz, Liechtenstein      | Liechtenstein    | 3–0       | 5–0     | Vòng loại Euro 2016      |
| 10. | 8 tháng 9 năm 2015   | Friends Arena, Solna, Thụy Điển                   | Thụy Điển        | 1–0       | 4–1     | Vòng loại Euro 2016      |
| 11. | 17 tháng 11 năm 2015 | Sân vận động Ernst Happel, Vienna, Áo             | Thụy Sĩ          | 1–1       | 1–2     | Giao hữu                 |
| 12. | 23 tháng 3 năm 2017  | Sân vận động Wörthersee, Klagenfurt, Áo           | Slovenia         | 1–0       | 3–0     | Giao hữu                 |
| 13. | 6 tháng 9 năm 2018   | Generali Arena, Vienna, Áo                        | Thụy Điển        | 2–0       | 2–0     | Giao hữu                 |
| 14. | 15 tháng 11 năm 2019 | Sân vận động Ernst Happel, Vienna, Áo             | Bắc Macedonia    | 1–0       | 2–1     | Vòng loại Euro 2020      |
| 15. | 20 tháng 11 năm 2022 | Sân vận động Ernst Happel, Vienna, Áo             | Ý                | 2–0       | 2–0     | Giao hữu                 |

## Danh hiệu

### Câu lạc bộ

#### Bayern Munich
- Bundesliga: 2009–10, 2012–13, 2013–14, 2014–15, 2015–16, 2016–17, 2017–18, 2018–19, 2019–20, 2020–21
- DFB-Pokal: 2009–10, 2012–13, 2013–14, 2015–16, 2018–19, 2019–20
- DFL-Supercup: 2016, 2017, 2018, 2020
- UEFA Champions League: 2012–13, 2019–20
- UEFA Super Cup: 2013, 2020
- FIFA Club World Cup: 2013, 2020

#### Real Madrid
- La Liga: 2021–22, 2023–24
- Copa del Rey: 2022–23
- Supercopa de España: 2021–22, 2023–24
- UEFA Champions League: 2021–22, 2023–24
- UEFA Super Cup: 2022, 2024
- FIFA Club World Cup: 2022

### Cá nhân
- Cầu thủ Áo xuất sắc nhất năm (6): 2011, 2012, 2013, 2014[76], 2015, 2016
- Vận động viên thể thao Áo xuất sắc nhất năm (2): 2013, 2014[77][78]
- Đội hình tiêu biểu trong năm của UEFA (3): 2013[79], 2014, 2015